# Джавадов, Усейн Ага Бала оглы
Усейн Ага Бала оглы Джавадов (азерб. Hüseyn Ağabala oğlu Cavadov; 30 декабря 1905, Баку — 13 декабря 1979, там же) — советский азербайджанский государственный и партийный деятель, Герой Социалистического Труда (1948), заслуженный работник МВД СССР (1960), генерал-майор милиции.

## Биография
Родился 30 декабря 1905 года в городе Баку Бакинской губернии (ныне столица Азербайджана).
Участник Великой Отечественной войны. Призван на фронт Бакинским РВК в 1941 году, дослужился до звания майора. На фронте — инструктор политотдела Южного фронта, начальник политотделов 77-й и 212-й стрелковых дивизий.
С 1928 года председатель Совета депутатов трудящихся Октябрьского района города Баку, первый секретарь Казахского, с 1937 года Ленкоранского райкома КП Азербайджана. Под управлением Джавадова в Ленкорани построены рыбоконсервный завод, Сутамурдобский мост, кирпичная фабрика, чайная фабрика №1 и молокозавод, ряд двухэтажных жилых домов и новые дороги.
После демобилизации, с 1946 года первый секретарь Казахского райкома КП. В 1947 году обеспечил своей работой перевыполнение в среднем по району планового сбора хлопка на 25,7 процентов.
Указом Президиума Верховного Совета СССР от 10 марта 1948 года за получение в 1947 году высоких урожаев хлопка Джавадову Усейну Ага Бала оглы присвоено звание Героя Социалистического Труда с вручением ордена Ленина и золотой медали «Серп и Молот».
С 1948 года на различных должностях в Министерстве внутренних дел Азербайджанской ССР. В 1967 году в звании комиссара милиции 3-го ранга вышел на пенсию.
Активно участвовал в общественной жизни Азербайджана. Член КПСС с 1926 года. Депутат Верховного Совета Азербайджанской ССР 1-го, 2-го и 3-го созывов. Делегат XVII съезда КП Азербайджана, где избран членом ЦК. Делегат XVIII съезда ВКП(б).
Скончался 13 декабря 1979 года в Баку. Похоронен на Второй Аллее почётного захоронения.